# Dolcedo
Dolcedo (Dôçeo in ligure, O Dusséu nella variante locale) è un comune italiano di 1 256 abitanti della provincia di Imperia in Liguria.

## Geografia fisica
Dolcedo è situata nella valle del Prino, nei pressi della confluenza del rio dei Boschi con il torrente Prino.
Il capoluogo comunale, detto "Piazza", è un tipico centro di fondovalle e già sede di mercato. Il territorio comunale conta altri quattro centri maggiori: Isolalunga, poco a est di Piazza, Ripalta, Costa Carnara, Bellissimi e Lecchiore posti più a ovest.
Tra le vette del territorio dolcedese il monte Faudo (1149 m), il monte Cantagallo (603 m), il monte Cinque Bourche (379 m) e il passo di Vena (969 m).

## Storia

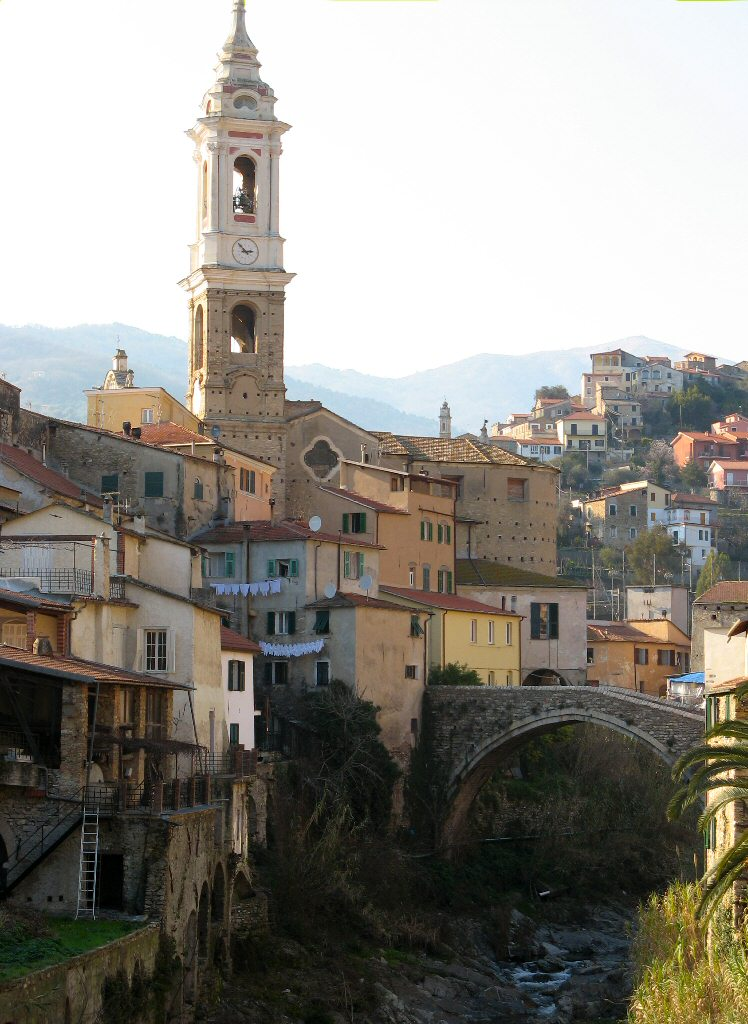
Panorama di Dolcedo

Dolcedo trae origine da un insieme di comunità facenti parte del terziere di San Tommaso della comunità di Porto Maurizio: Isola Longa, Piazza, Rivalta, Case dei Giordani, Costa Rossa, Ville dei Bensi, Boeri, Magliani, Orenghi, Lecchiore, Villaro, Sciorati. Questi insediamenti, sorti in epoca altomedievale, sono dislocati in una fascia di territorio più alta rispetto all'attuale nucleo centrale abitato.
In seguito alla collocazione strategica, a metà strada della via romana che dal colle San Maurizio passava dal colle di Poggiobonfiglio, percorreva la val Prino e proseguiva per Santa Brigida, in località Castellazzo sorse un castello, che nel 1028 era in possesso del marchese Oldorico Manfredi. Fu quindi di Arduino d'Ivrea e poi della contessa Adelaide di Susa. Agli inizi del XII secolo era in possesso del marchese Bonifacio del Vasto, dal quale passò in seguito al figlio, il marchese Ugone di Clavesana.
Nel 1161 entrò a far parte della communitas di Porto Maurizio con il nome di Terziere di San Tommaso, associandosi con il Terziere di San Giorgio di Torrazza e con quello di San Maurizio.
La coltivazione dell'ulivo si diffuse per opera dei monaci benedettini di Lerino, favorendo lo spostamento degli abitati più a valle. La costruzione di frantoi impose insediamenti lungo le acque dei torrenti dove potessero essere impiantati mulini ad acqua.
A seguito di una convenzione stipulata tra Bonifacio di Clavesana e i consoli genovesi nel 1192, Dolcedo divenne località di rifugio per importanti famiglie dell'epoca. I marchesi di Clavesana cedettero i propri diritti sul terziere nel 1233 alla Repubblica di Genova. Nel 1238 quando Porto Maurizio si ribellò a Genova, Dolcedo si proclamò comune autonomo, ma la rivolta fu repressa dai Genovesi. Il castello fu distrutto nel 1342.
Molte famiglie genovesi acquistarono terreni nella zona, e in particolare i Doria che concessero agli abitanti di Dolcedo il diritto di essere curati gratuitamente negli ospedali genovesi.

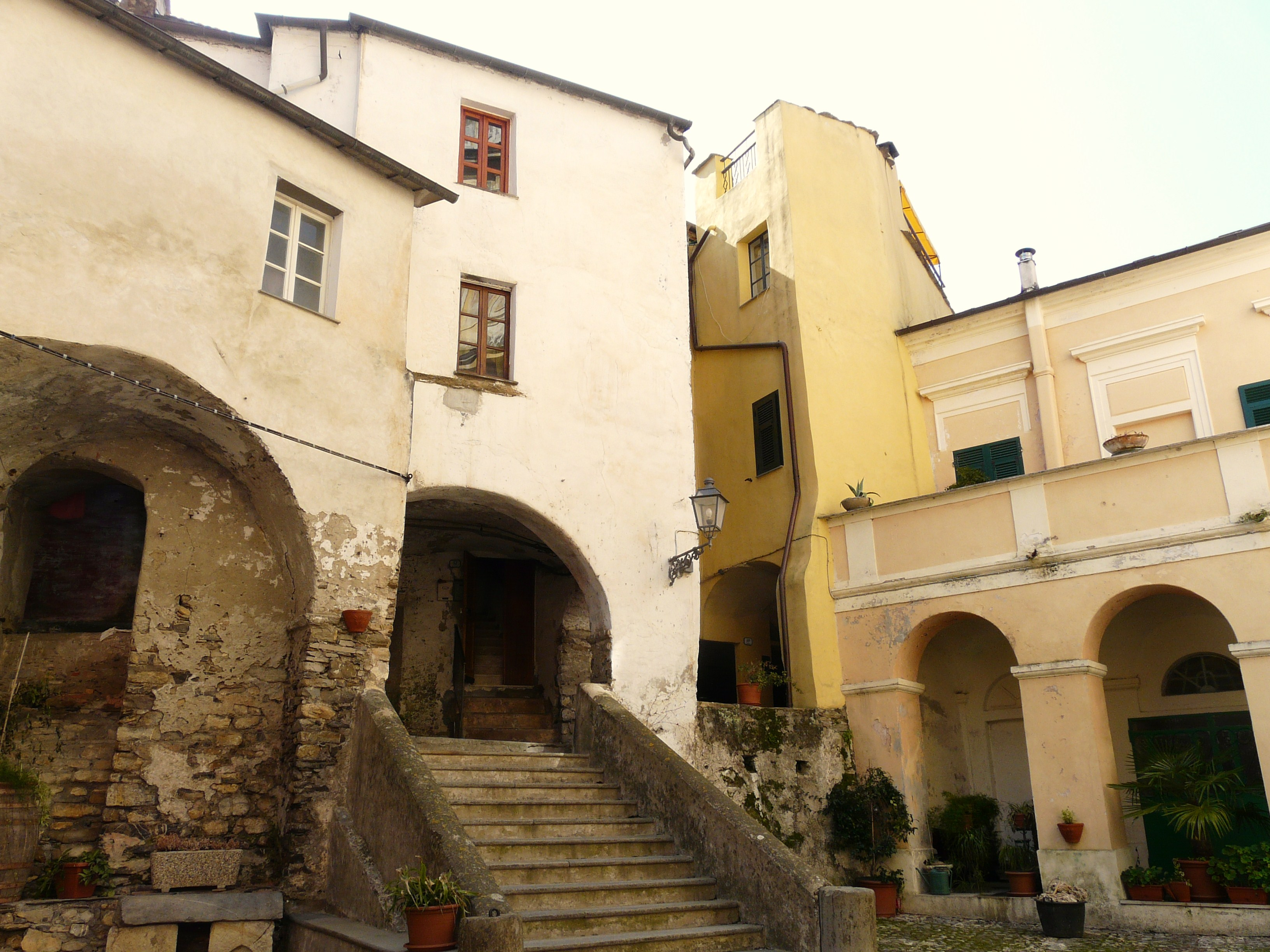
Scorcio del centro storico dolcedese

Nel 1505 il padre domenicano Agostino da Savona vi fondò un monte di Pietà per porre rimedio alle conseguenze di una siccità, che in seguito si fuse con la confraternita di Santo Spirito e che fu attivo fino al 1863. Fu il monte di Pietà a costruire la loggia dove si svolgevano diverse attività commerciali, oggi sede del comune. I domenicani vi fondarono inoltre un ospizio con chiesa e convento.
Nel 1613 Genova concesse al terziere di San Tommaso, ovvero a Dolcedo, l'autonomia amministrativa. II comune divenne progressivamente il centro economico della val Prino. Vi aveva sede un giudice di pace di prima classe e prima di essere colpito nel 1640 dalla peste il paese raggiunse i 4 000 abitanti.
Con la caduta della repubblica genovese sul finire del 1797, e la conseguente istituzione della napoleonica Repubblica Ligure, il territorio di Dolcedo fu sede dell'omonimo cantone nella giurisdizione degli Ulivi, con capoluogo Porto Maurizio; cantone che nel 1803 fu poi soppresso e sottoposto a quello di Porto Maurizio. Dal 1805, con il passaggio della Repubblica Ligure nel Primo Impero francese, rientrò nel circondario di Porto Maurizio del Dipartimento di Montenotte. Nel 1810 ottenne il titolo di Città.
Fu annesso al Regno di Sardegna nel 1815 dopo il congresso di Vienna del 1814, a seguito della caduta di Napoleone Bonaparte. Facente parte del Regno d'Italia dal 1861, dal 1859 al 1926 il territorio fu compreso nel III mandamento dolcedese del circondario di Porto Maurizio facente parte della provincia di Nizza (poi provincia di Porto Maurizio e, dal 1923, di Imperia).
Dal 1973 al 31 dicembre 2008 ha fatto parte della Comunità montana dell'Olivo e, fino al 2011, della Comunità montana dell'Olivo e Alta Valle Arroscia.
Dal 2014 al 2024 ha fatto parte dell'Unione dei comuni montani della Valle Prino.

### Simboli
Stemma
Gonfalone
Lo stemma e il gonfalone sono stati approvati con decreto del presidente della Repubblica del 26 giugno 2006.

## Monumenti e luoghi d'interesse

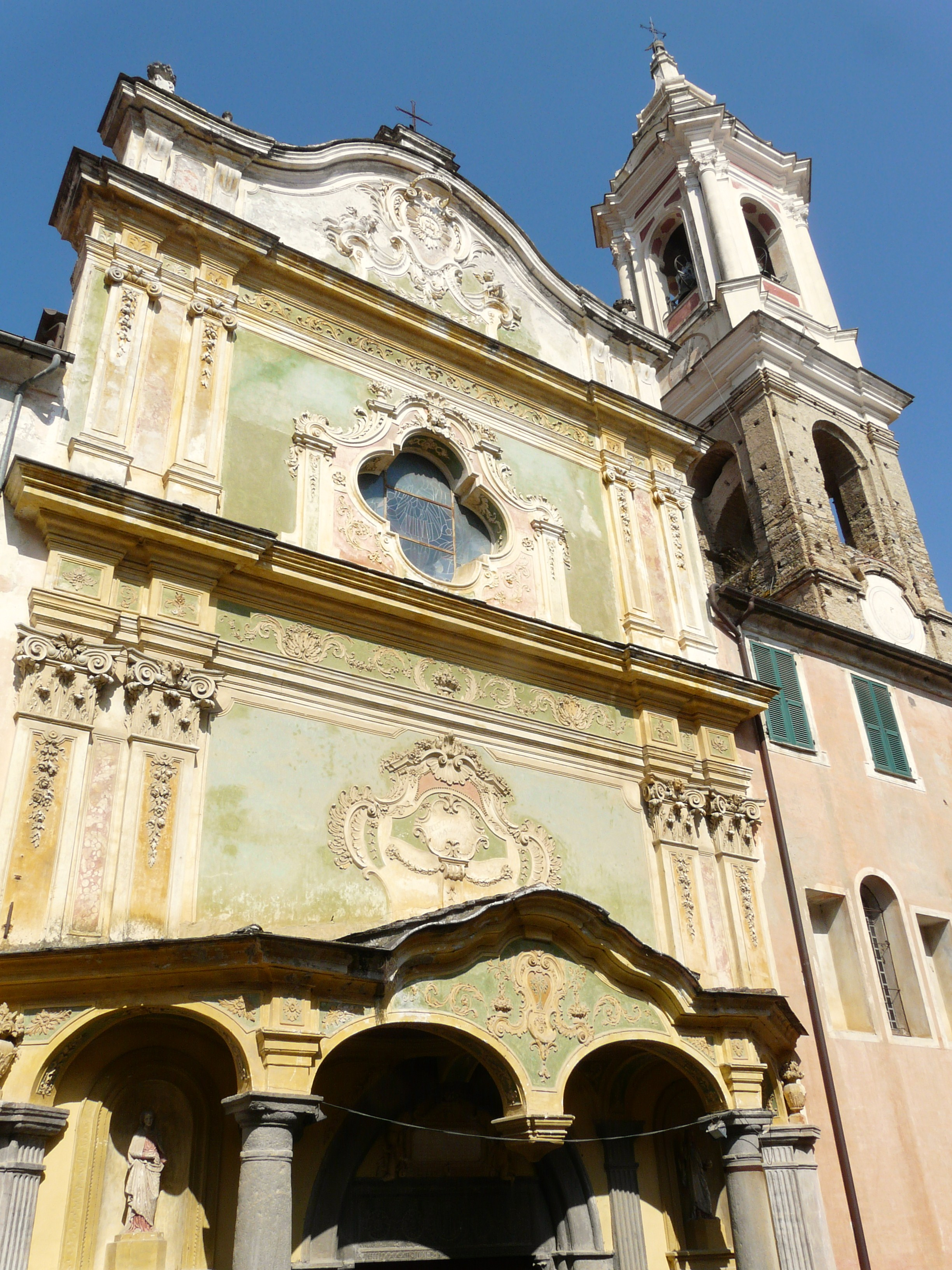
La chiesa parrocchiale di San Tommaso apostolo nel centro storico di Dolcedo

### Architetture religiose
- Chiesa parrocchiale di San Tommaso apostolo nel capoluogo. Di origini medievali, nel 1103 fu assegnata ai monaci benedettini dell'abbazia di Lerino. Assunse l'aspetto attuale dopo la ricostruzione incominciata nel 1717 e terminata nel 1738, opera dell'architetto Giacomo Filippo Marvaldi.
- Ex chiesa di San Domenico, nel capoluogo, sede di una sala polivalente.
- Oratorio di San Carlo Borromeo, nel capoluogo, preceduto da un piccolo portico. L'edificio, la cui edificazione primaria è risalente a cavallo dei secoli XVI e XVII, è stato oggetto di restauri conservativi degli interni tra il 2015 e il 2017.
- Oratorio di San Lorenzo, nel capoluogo. Edificato nella seconda metà del Seicento, presenta una facciata monumentale ornata da due piccoli campanili. L'interno è a unica aula e con coro ligneo dell'omonima confraternita.
- Oratorio di San Paolo nel capoluogo, edificato nel tardo Quattrocento.
- Chiesetta di San Martino nella borgata a nord del capoluogo.
- Chiesetta di San Bartolomeo nei pressi della borgata di Boeri.
- Chiesetta dei Santi Cosma e Damiano nei pressi della borgata di Magliani.
- Chiesa di San Mauro nella frazione di Bellissimi, datata al XVIII secolo.
- Chiesa della Madonna della Misericordia nella frazione di Bellissimi, edificato nel 1864 quale segno di riconoscenza per lo scampato pericolo dell'epidemia del colera.
- Oratorio di Santa Lucia nella frazione di Bellissimi.
- Chiesa di Santa Maria del Belvedere o della Santissima Annunziata nella frazione di Castellazzo. Di origine medievale, probabilmente edificata nell'XI secolo di cui conserva internamente elementi architettonici romanici, esternamente si presenta nello stile barocco.
- Cappella di Sant'Antonio Abate nella frazione di Castellazzo, edificata nel 1407.
- Chiesa di San Giacomo nella frazione di Costa.
- Oratorio di San Rocco nella frazione di Costa.
- Chiesa di San Sebastiano nella frazione di Isolalunga.
- Oratorio di San Michele Arcangelo nella frazione di Isolalunga.
- Chiesa parrocchiale di Sant'Agostino nella frazione di Lecchiore.
- Santuario di Nostra Signora dell'Acquasanta nei pressi della frazione di Lecchiore, edificato nel XVII secolo ad unica navata e pronao esterno.
- Cappella dei Santi Cosma e Damiano nella frazione di Lecchiore.
- Chiesa di San Giovanni Battista nella frazione di Ripalta.
- Chiesetta di Santa Lucia nella frazione di Trincheri.
- Cappella di Santa Brigida. Sorge a circa 8 km da Dolcedo, sulla strada che conduce ai piedi del monte Faudo e sul valico verso Pietrabruna e la valle di San Lorenzo. Di origini medioevali, venne ricostruita nel 1425.

## Società

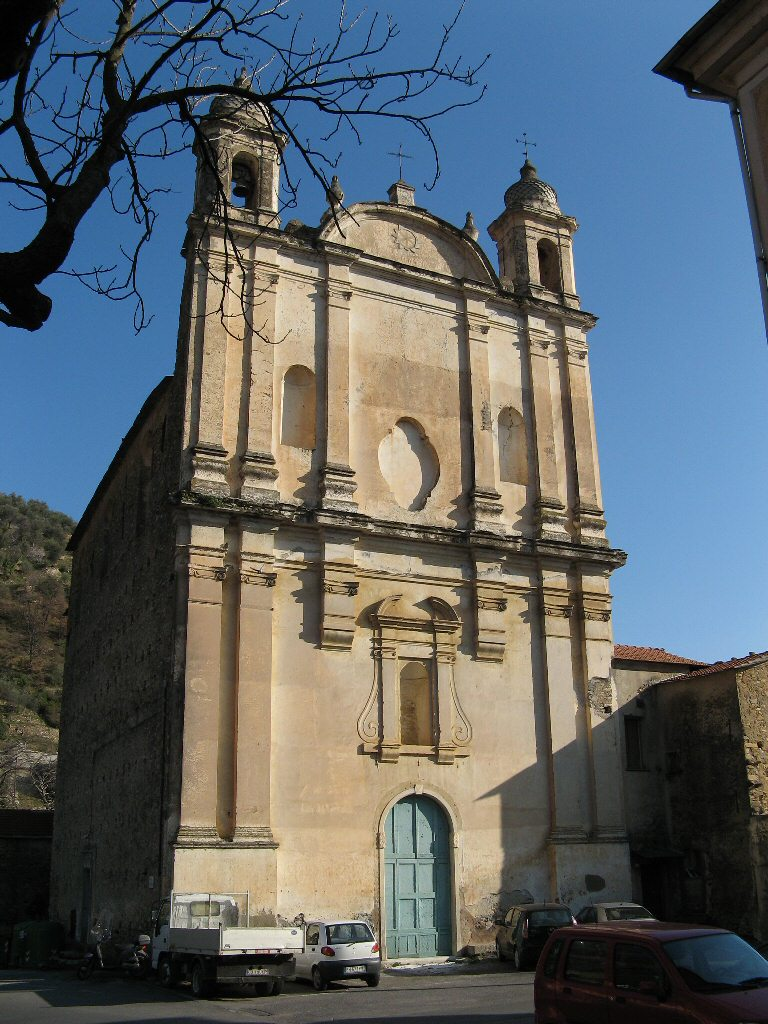
L'oratorio di San Lorenzo con i due piccoli campanili nel capoluogo di Piazza

### Evoluzione demografica
Abitanti censiti

### Etnie e minoranze straniere
Secondo i dati Istat al 31 dicembre 2019, i cittadini stranieri residenti a Dolcedo sono 162, così suddivisi per nazionalità, elencando per le presenze più significative:
1. Germania, 48

## Geografia antropica

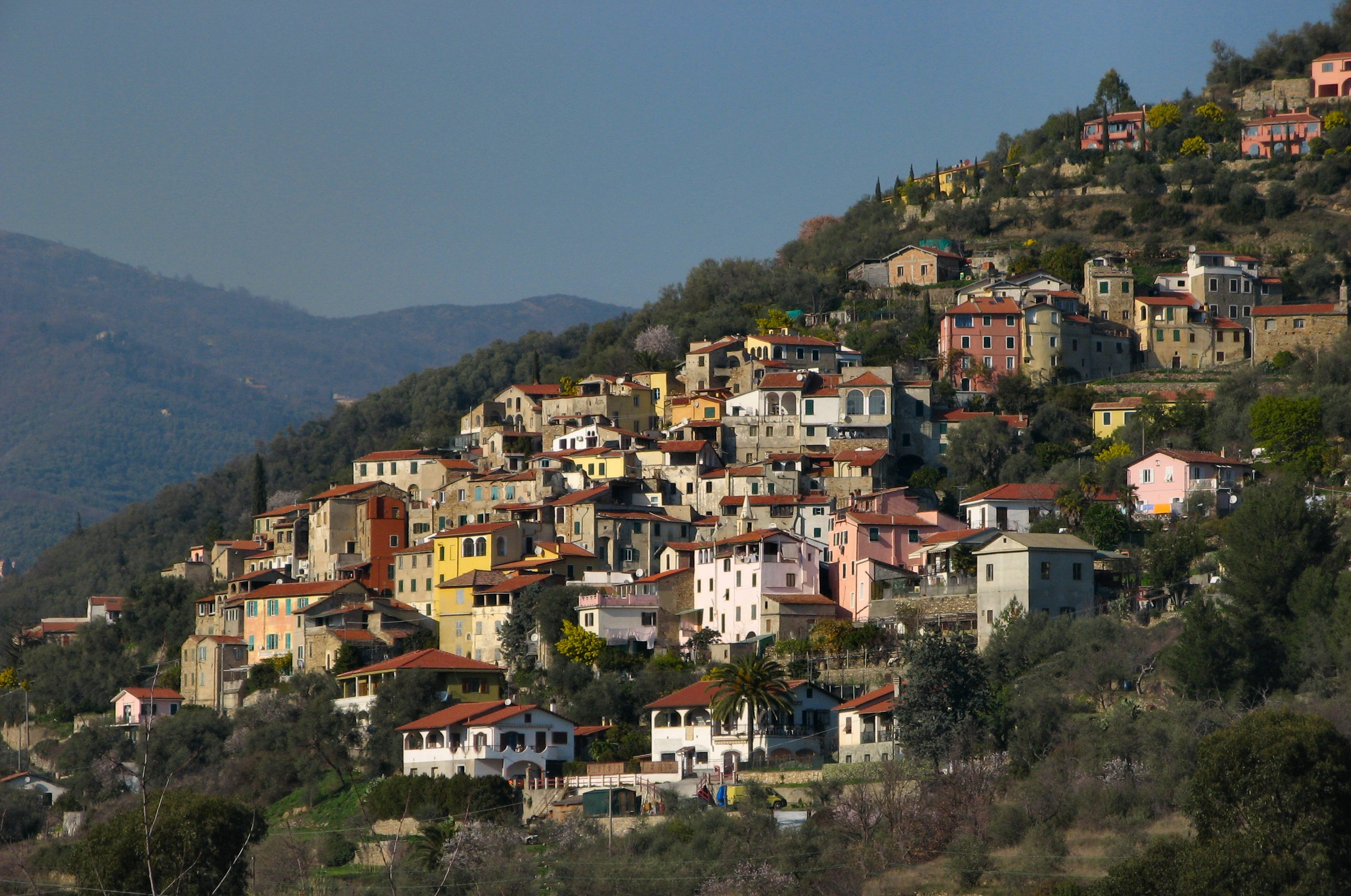
La frazione di Isolalunga

Il territorio comunale è costituito dalle frazioni di Bellissimi, Castellazzo, Costa, Isolalunga, Lecchiore, Piazza (capoluogo comunale), Ripalta, Trincheri per una superficie territoriale di 19,8 km². Fanno altresì parte dell'ente comunale le borgate storiche di Acquasanta, Boeri, Magliani, Ramelli, Rimbaudi.
Confina a nord con il comune di Prelà e Vasia, a sud con Pietrabruna, Civezza e Imperia, a ovest con Montalto Carpasio, Badalucco e Taggia e a est con Imperia.

## Economia
L'economia locale si basa sulla produzione agricola (olio di oliva) e vinicola.

## Infrastrutture e trasporti

### Strade
Il territorio di Dolcedo è attraversato principalmente dalla strada provinciale 42 che dal centro del capoluogo comunale di Piazza conduce alle frazioni di Costa e di Bellissimi. Altre arterie provinciali sono la SP 39 per Prelà, la SP 41 per Imperia, la SP 43 per la frazione di Trincheri e la SP 79 per Civezza.

## Amministrazione

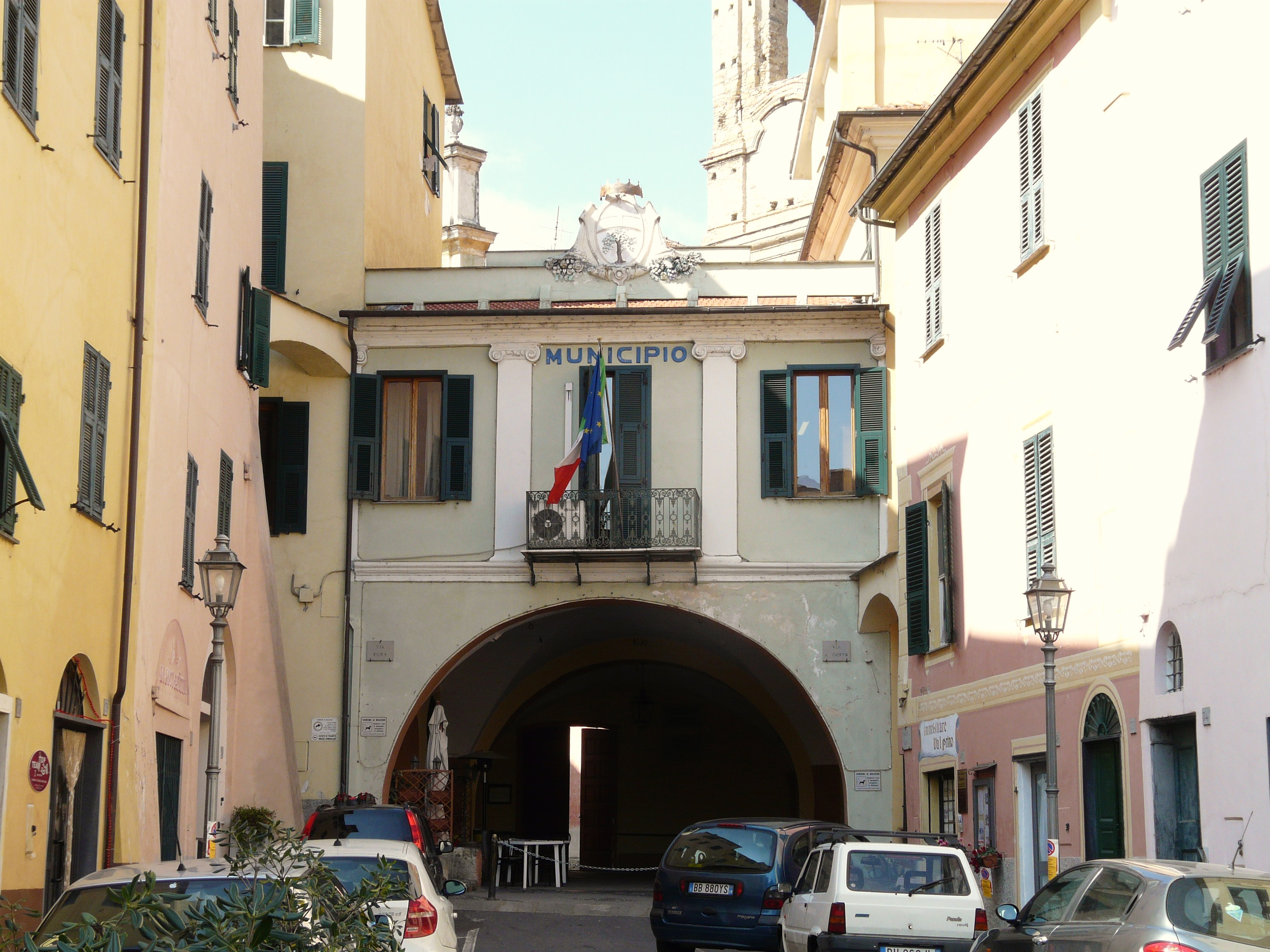
Il palazzo comunale

| Periodo        | Periodo        | Primo cittadino       | Partito                         | Carica  | Note   |
| -------------- | -------------- | --------------------- | ------------------------------- | ------- | ------ |
| 15 giugno 1985 | 30 maggio 1990 | Luigi Paolo Gandolfo  | Partito Socialista Italiano     | Sindaco |        |
| 11 giugno 1990 | 24 aprile 1995 | Luigi Paolo Gandolfo  | Partito Socialista Italiano     | Sindaco |        |
| 24 aprile 1995 | 14 giugno 1999 | Pier Giorgio Gandolfo | lista civica                    | Sindaco |        |
| 14 giugno 1999 | 14 giugno 2004 | Pier Giorgio Gandolfo | lista civica                    | Sindaco |        |
| 14 giugno 2004 | 8 giugno 2009  | Marco Ascheri         | lista civica                    | Sindaco |        |
| 8 giugno 2009  | 26 maggio 2014 | Pier Giorgio Gandolfo | Dolcedo (lista civica)          | Sindaco |        |
| 26 maggio 2014 | 26 maggio 2019 | Giovanni Danio        | Cambiamo Dolcedo (lista civica) | Sindaco | [ 11 ] |
| 27 maggio 2019 | 10 giugno 2024 | Giovanni Danio        | Cambiamo Dolcedo (lista civica) | Sindaco |        |
| 10 giugno 2024 | in carica      | Giuseppe Rebuttato    | Cambiamo Dolcedo (lista civica) | Sindaco |        |